# طبیعت انسان

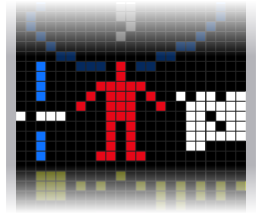
انسان در بازی تنها

سرشت بشر یا طبع بشر اشاره دارد به ویژگی‌های مشخصه انسان، از جمله روش‌های اندیشیدن، احساس‌نمودن و عمل‌کردن، که انسان‌ها معمولاً به صورت طبیعی، بدون تأثیرگیری از فرهنگ انجام می‌دهند. سوالاتی مثل: این ویژگی‌های طبیعی چه هستند، علت آنها چیست و چگونه می‌توان طبیعت انسان را بهبود داد از جمله قدیمی‌ترین و مهم‌ترین پرسش‌های تاریخ فلسفه هستند. این سوالات پیامدهای ویژه اخلاقی، سیاسی و الهیاتی دارند. این تا بخشی به علت آن است که طبیعت انسان می‌تواند منشأ هنجارهای رفتاری، و همچنین تا حدی مانع زندگی خوب انگاشته شود. پیامدهای بغرنج این گونه سوالات، در انواع هنرها و ادبیات بررسی شده‌اند. درحالیکه شاخه‌های متعددی از علوم انسانی، دامنه مهمی از پرسش‌گری دربارهٔ طبیعت انسان، و بررسی مفهوم انسان‌بودن را تشکیل داده‌اند.
شاخه‌های علوم معاصر که به مطالعه طبیعت بشر اختصاص دارند شامل: انسان‌شناسی، جامعه‌شناسی، زیست‌شناسی اجتماعی و روان‌شناسی، به‌طور خاص روان‌شناسی فرگشتی و روان‌شناسی رشد هستند. پرسش «طبیعت یا تربیت» از گسترده‌ترین و شناخته‌شده‌ترین بحث‌ها دربارهٔ طبیعت انسان در علوم طبیعی است.